# Цибулівка (Кам'янець-Подільський район)
Цибулі́вка — село в Україні, у Кам'янець-Подільському районі, Хмельницької області. Входить до складу Слобідсько-Кульчієвецької сільської громади.

## Географія
Приміське село Кам'янця-Подільського (його південний сусід). Село розкинулося вздовж річки Смотрич — притоки Дністра. Поблизу села є ботанічний заказник Панівецька Дача та Зубрівський кар'єр.

### Клімат
Цибулівка знаходяться в межах вологого континентального клімату із теплим літом, але діяльність людини призводить до поганих змін та глобального потепління.

## Історія
Перша згадка в документах — 1537 рік. Власник Цибулівки Станіслав Подчаський 1559 року подарував село домініканському монастиреві в Кам'янці-Подільському.
Сільська церква святого Михайла вперше згадана в 1787 році. Згоріла в 1860 роках, нова церква збудована в 1866 році з використанням матеріалу старої церкви, перенесеної з Руських Фільварків.
1831 року, після скасування домініканського монастиря, село перейшло до держави.
Станом на 1885 рік 28 населених пунктів об'єднувала Баговицька волость. До складу волості також входило село Цибулівка.
Внаслідок поразки Перших визвольних змагань на початку XX століття, село надовго окуповане російсько-більшовицькими загарбниками.
В 1932–1933 роках селяни села пережили жахливі події — Голодомор.
По закінченню Другої світової війни у 1946—1947 роках село вчергове пережило голодомор.
З 24 серпня 1991 року село входить до складу незалежної України.
1992 року було відновлено Пановецьку сільську раду, до якої увійшли Панівці, Зубрівка та Цибулівка.
У 2015 році у селі мешкало 562 особи. За рахунок близькості з містом у селі вирує життя, збудовано гідроелектростанцію.
12 червня 2020 року шляхом об'єднання сільських територіальних громад, село увійшло до складу Слобідсько-Кульчієвецької сільської громади. Об'єднання в громаду створило умови для формування ефективної і відповідальної місцевої влади, яка має забезпечити комфортне середовище для проживання людей.
Колишній орган місцевого самоуправління — Панівецька сільська рада.

## Населення
За даними на 1998: дворів — 195, мешканців — 535.
За переписом населення України 2001 року в селі мешкало 544 особи.

### Мова
У селі поширені західноподільська говірка та південноподільська говірка, що відносяться до подільського говору, який належить до південно-західного наріччя.
Розподіл населення за рідною мовою за даними перепису 2001 року:
| Мова            | Кількість | Відсоток |
| --------------- | --------- | -------- |
| українська      | 534       | 97,09 %  |
| російська       | 14        | 2,55 %   |
| інші/не вказали | 2         | 0,36 %   |
| Усього          | 550       | 100 %    |

## Відомі люди
Починаючи з 1927 року працювала на полях і фермах місцевого радгоспу Ольга Петрова (літературний псевдонім — Ольга Мак), взимку проводила заняття з селянами щодо ліквідації неписьменності. З часом виросла до відому українську письменницю, автора понад 55 романів і повістей. Мешкала в Ріо-де-Жанейро та в Торонто. Померла в Торонто, де й похована. Вже після відновлення Україною державної незалежності приїздила до рідного Кам'янця-Подільського та Цибулівки.

## Промисловість

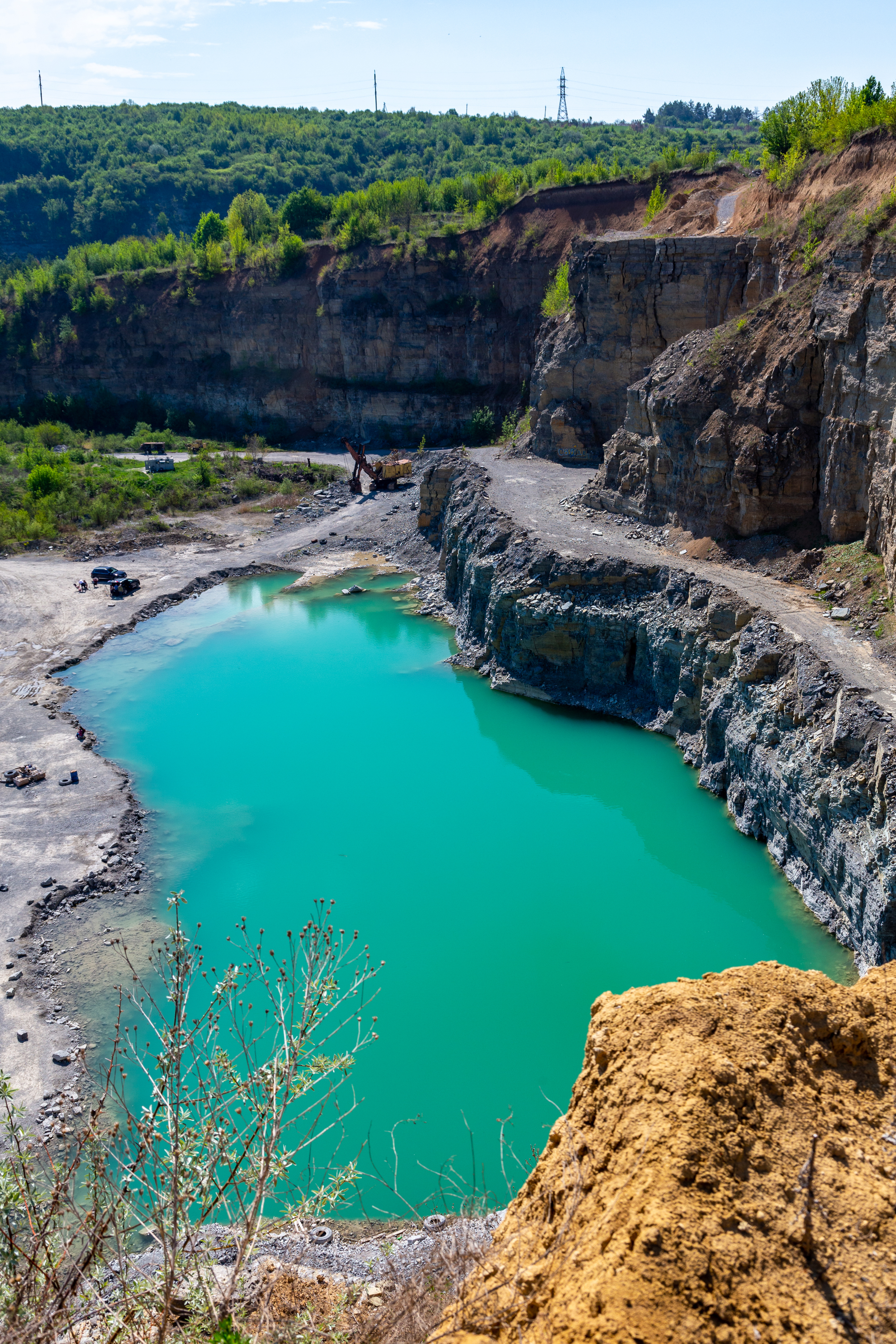
Зубрівський кар'єр 2020 рік

Цибулівська гідроелектростанція розміщена на річці Смотрич в селі Цибулівка. Будівництво цієї гідроелектростанції було запроєктовано ще 1954 року. Після завершення будови 1960-го Цибулівську ГЕС почали використовувати для технічного водопостачання Кам'янець-Подільського цукрового заводу. У 2008 році приватне підприємство Маяк викупило греблю для проведення монтажу турбогенераторів та виробництва електроенергії. Електростанція має встановлену потужність у 0,35 МВт.

### Зубрівський кар'єр
Популярність Зубрівського кар'єру набула в останні роки, смарагдова краса, мальовнича місцина — усе це про кар'єр, що розмістився між селами Цибулівка та Зубрівці, що за 12 кілометрів від Кам'янця-Подільського.
Мальовничістю пейзажу та блакитно-бірюзовою, дзеркально чистою водою, неглибокий кар'єр приваблює туристів та фотографів, адже фотознімки на його тлі виходять досить яскравими.

## Охорона природи
Село лежить у межах національного природного парку «Подільські Товтри».